# Ратни коњ (филм)
Ратни коњ (енгл. War Horse) је ратни драмски филм из 2011. године, режисера и продуцента Стивена Спилберга, према сценарију који су написали Ли Хол и Ричард Кертис на основу истоименог романа Мајкла Морпурга. Главне улоге у филму тумаче Питер Малан, Емили Вотсон, Нилс Ареструп, Џереми Ирвин (у свом филмском дебију), Дејвид Тјулис, Том Хидлстон и Бенедикт Камбербач. Прича се одвија пре и током Првог светског рата и прати Џоија, расног коња кога је одгајао младић Алберт, пре него што га је купила британска војска, што га доводи до сусрета са разним људима широм Европе, усред рата и његових трагедија.
DreamWorks Pictures је стекао филмска права на роман у децембру 2009, а Спилберг је најављен као режисер у мају 2010. године. Пошто је режирао неколико филмова смештених током Другог светског рата, ово је био његов први који се позабавио догађајима из Првог светског рата. Снимљен у Енглеској у периоду од 63 дана, током продукције је коришћено 5.800 статиста и 300 коња. На филму је радило неколико дугогодишњих Спилбергових сарадника — укључујући продуценткињу Кетлин Кенеди, сниматеља Јануша Каминског, монтажера Мајкла Кана, сценографа Рика Картера и композитора Џона Вилијамса.
Ратни коњ је постигао успех на биоскопским благајнама (зарадивши 177 милиона долара уз буџет од 70 милиона долара) и наишао је на позитивне критике. Амерички филмски институт и Национални одбор за рецензију филмова прогласили су га једним од десет најбољих филмова 2011. године, а био је номинован за шест Оскара (укључујући онај за најбољи филм), два Златна глобуса и пет награда БАФТА.

## Радња
Године 1912. у Девону у Енглеској је рођен један расни тркачки коњ. На аукцији, фармер Тед Наракот нуди већу своту новца за ждребе од свог станодавца Лајона, на ужас своје супруге Роуз, пошто је породици потребан радни коњ који може да оре поље. Њихов син Алберт, у друштву свог најбољег пријатеља Ендруа, даје ждребету име Џои и учи га да му дође кад год се огласи зовом сове. Дечак и коњ формирају блиску везу. Супротно свим изгледима, коњ и дечак успевају да преору каменито поље, што им омогућава да узгајају репу и тако спасу породичну фарму.
Роуз показује Алберту очева одликовања из Другог бурског рата, и даје му заставицу Тедовог пука, откривајући Алберту да његов отац носи физичке и менталне ожиљке од рата.
Године 1914, када је објављен рат са Немачком, јака киша уништава усеве породице, приморавајући Теда да прода Џоија војсци. Алберт је сломљеног срца и покушава да заустави продају, али безуспешно. Капетан Џејмс Николс увиђа Албертову приврженост коњу и обећава да ће пазити на Џоија. Алберт покушава да се пријави у војску, али не примају га јер је премлад, и пре него што чета оде, он веже заставицу за Џоијеву узду и обећава да ће га пронаћи.
Џои се повезује са Топторном, црним пастувом са којим је обучен за своју војну улогу. Коњи су распоређени у Фландрију са летећим одредом под командом Николса и мајора Стјуарта. Они предводе јуриш коњице кроз немачки логор, али одред је десеткован ватром немачког митраљеза. Николс је убијен заједно са скоро свим својим коњаницима, а Немци су заробили коње.
Гинтеру, немачком војнику, додељена је брига о Џоију и Топторну. Када је његов млађи брат Мајкл послат на прве борбене линије, Гинтер узима коње и њих четворица беже. Немачка војска их прати, стреља их због дезертирања и одлази не приметивши коње. Проналази их Емили, млада Францускиња, следећег јутра. Када немачки војници стигну на фарму њеног деде, она сакрива коње у својој спаваћој соби. За њен рођендан Емилин деда јој дозвољава да јаше Џоија, али налећу на Немце који заплењују животиње. Емилин деда задржава заставицу.
До 1918, Алберт се пријавио у британску војску и бори се заједно са Ендруом у Другој бици на Соми. Након британског напада на ничију земљу, Алберт и Ендру стижу до немачког рова, где експлодира гасна бомба. Ендру је убијен док Алберт преживи, привремено ослепевши.
Немци користе Џоија и Топторна да вуку артиљерију, под старатељством војника Фридриха Хенгелмана. Брине се о њима најбоље што може, али тешко истрошени Топторн подлеже исцрпљености од прекомерног рада и умире. Разорен због овог губитка, Хенгелман се побунио против својих команданата и био је ухапшен, али не пре него што је Џоија ослободио његових узда. Џои бежи и галопира у ничију земљу и избегава тенк, али је уплетен у бодљикаву жицу. Колин, британски војник, долази до Џоија под белом заставом и покушава да га ослободи. Петер, немачки војник, долази са резачима жице и заједно спасавају Џоија. Да би одлучили ко треба да узме коња, бацају новчић. Колин побеђује и води повређеног Џоија у британски ров. Алберт чује за Џоијево спасавање док се опоравља. Баш када се доктор, који сматра да је Џои превише повређен да би се опоравио, спрема да устрели коња, Џои чује Албертов зов сове. Алберт, са завијеним очима, способан је да опише Џоија до савршених детаља, и поново се среће са пријатељем. Доктор одлучује да негује Џоија док се не опорави.
Први светски рат се завршава, а наређено је да се Џои прода на аукцији јер је само официрима дозвољено да задрже коње. Албертови другови прикупљају новац да би се надметали за коња против локалног месара. На аукцији побеђује Емилин деда, који имплицира да је она умрла и да је коњ све што му је остало од ње. Међутим, након што га Алберт измоли, старац препознаје снагу војничке везе, враћајући заставицу и Џоија Алберту. Алберт се враћа са Џоијем на породичну фарму, грли мајку и враћа заставицу оцу, који му с поносом пружа руку, док их Џои гледа.

## Улоге
| Глумац             | Улога          |
| ------------------ | -------------- |
| Џереми Ирвин       | Алберт Наракот |
| Емили Вотсон       | Роуз Наракот   |
| Питер Малан        | Тед Наракот    |
| Нилс Ареструп      | Деда           |
| Бенедикт Камбербач | мајор Стјуарт  |
| Том Хидлстон       | капетан Николс |
| Селин Бакенс       | Емили          |
| Тоби Кебел         | Колин          |
| Мет Милн           | Ендру Истон    |
| Дејвид Тјулис      | Лајонс         |
| Хинерк Шенеман     | Петер          |
| Леонард Кероу      | редов Мајкл    |
| Патрик Кенеди      | редов Чарли    |
| Еди Марсан         | наредник Фрај  |